# Södergatan, Malmö

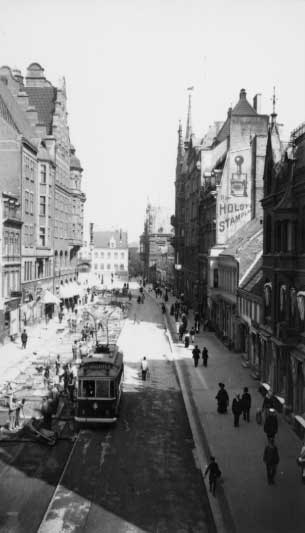
Södergatan sedd söderifrån (1913). Längst i norr ses en del av det vita residenset vid Stortorget.

Södergatan är en av Malmös äldsta två huvudgator. Den andra är Västergatan-Adelgatan-Östergatan. Södergatan blev 1978 stadens första gågata. Den går i nära nog rakt nord-sydlig riktning och förbinder idag det sydöstra hörnet av Stortorget med det nordöstra hörnet av Gustav Adolfs torg.
Södergatan sträckte sig ursprungligen från västra änden av nuvarande Kyrkogatan till södra landporten, det vill säga vid nuvarande Stora Nygatan, och söder om denna låg stadens befästningsanläggningar, vilka revs först i början av 1800-talet. Södergatans norra del försvann i samband med anläggandet av Stortorget 1539-42.
Gatan har under årens lopp haft olika namn: Sönnergatan (1462), Gaden som går till Söderport (1465), Söndre strätet (1480), Then syndre Adelgade (1522), Aelgade (1509, 1522, 1532 etc.), Södra gatan (1744) och slutligen Södergatan (1842).
Södergatan trafikerades från 1887-1957 av spårvagnar (intill 1907 hästdragna). År 1978 blev Södergatan Malmös första gågata. 1985 placerades statygruppen Optimistorkestern på gatan. Bebyggelsen längs gatan är av mycket skiftande ålder, från Flensburgska huset (1596) till Baltzar City (invigt 2002).

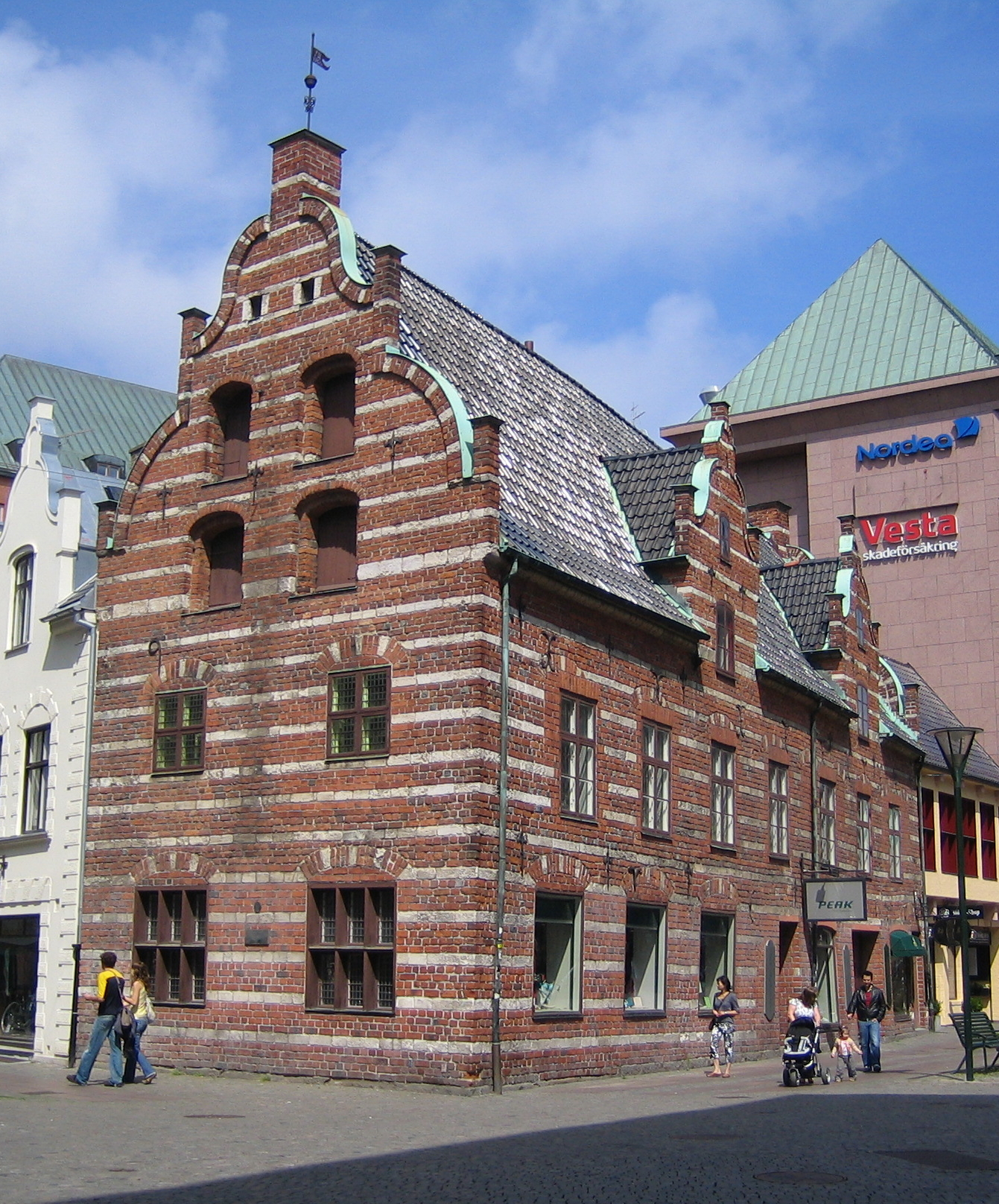
Flensburgska huset.
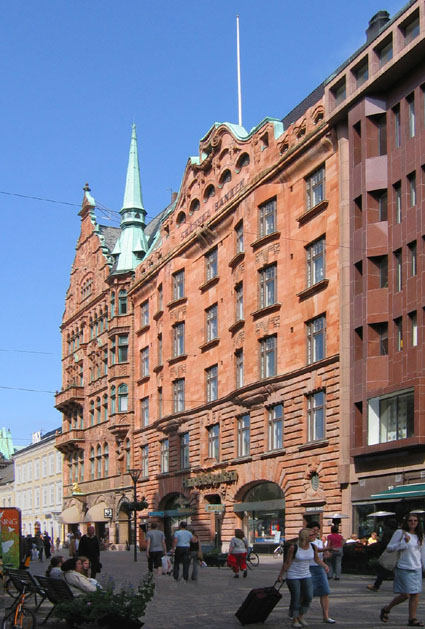
Sydsvenska Kredit AB (idag Handelsbanken).
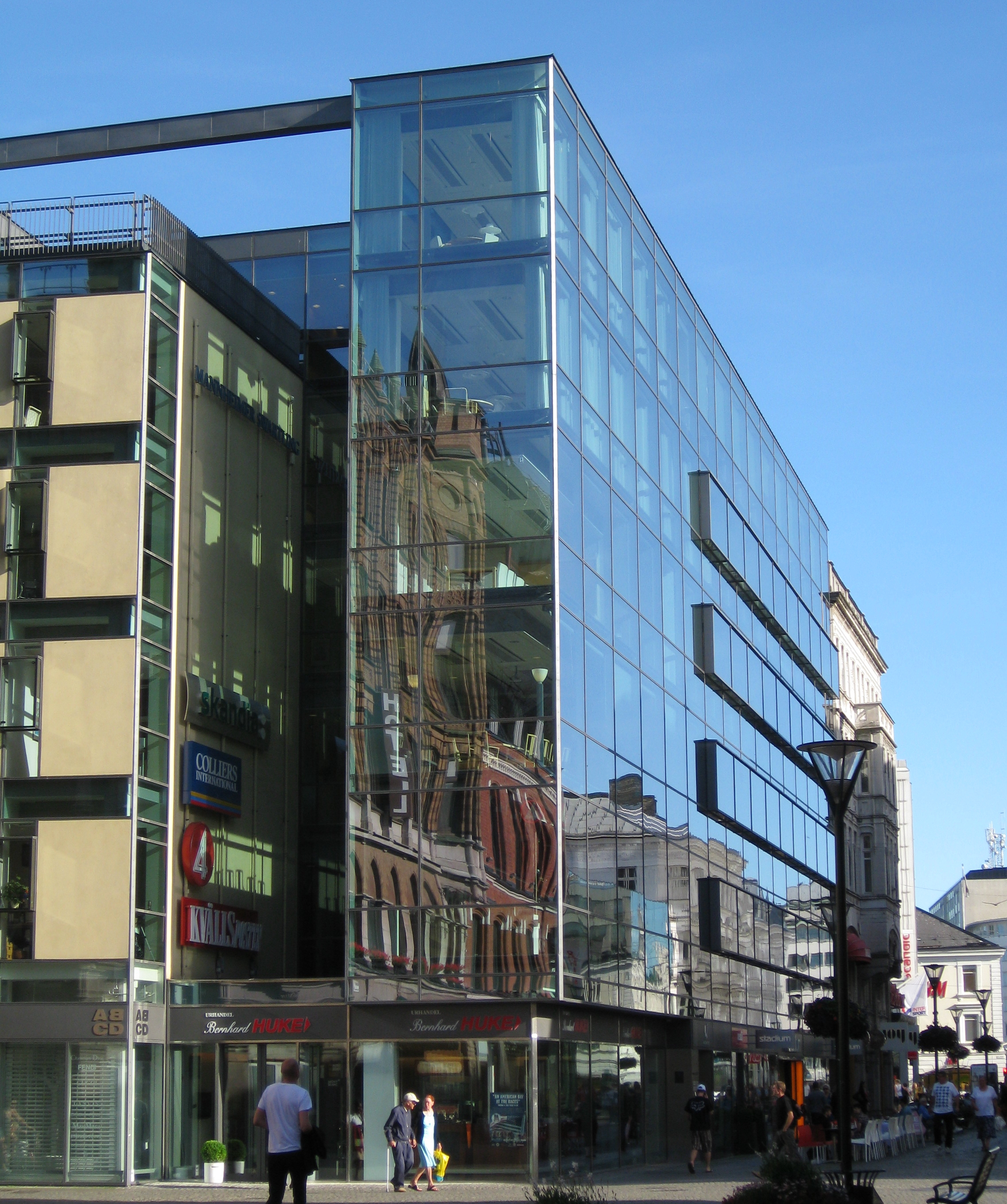
Baltzar City.